# カウシャーンビー
カウシャーンビー（サンスクリット: कौशाम्बी kauśāmbī）は、インド古代の都市で、十六大国のひとつヴァツサ国の首都であった。現在のウッタル・プラデーシュ州カウシャーンビー県にあたる。
パーリ語ではコーサンビー（kosambī）と呼ぶ。ウダヤナ王の時代に仏陀が訪れた、仏教にとって重要な地でもある。
『仏国記』で「拘睒弥」、『大唐西域記』で「憍賞弥」と記すほか、漢字表記は多様である。

## 位置
カウシャーンビーの位置については長らく議論があった。玄奘『大唐西域記』にプラヤーガ（今のイラーハーバード）から西南500里の所にあるといい、『大慈恩寺三蔵法師伝』ではプラヤーガから7日かかるとしている。しかし実際にはカウシャーンビーはイラーハーバードの南西70キロメートルほどの、ヤムナー川北岸にあった。玄奘の記述は距離を過大に書いていたことになる。一帯は現在カウシャーンビー県と呼ばれている。
1861年にアレキサンダー・カニンガムは、ヤムナー川の北岸の地をカウシャーンビーと同定した。1940年代から1950年代にかけて、G.R.シャルマの率いるイラーハーバード大学の考古学的調査により、カウシャーンビーの跡から多数の遺物が発見され、この推定の正しさが明らかとなった。

## 歴史
カウシャーンビーで発見された最古期の城壁は紀元前7世紀にさかのぼると考えられる。6世紀にエフタルのトラマーナによる侵略によって破壊されたらしい。
プラーナ文献の一部は、クル国のジャナメージャヤ（アルジュナの玄孫）から4代目の王のときに首都のハスティナープラがガンジス川の洪水で被害を受けたためにカウシャーンビーに遷都したとするが、ハスティナープラとカウシャーンビーでは離れすぎている。
ウダヤナ王の時代、カウシャーンビーは交通の要地であり、商業が発達していた。パーリ仏典によれば、祇園精舎と同様に、裕福な商人であるゴーシタ、クックタ、パーヴァーリカの3人は安居のための施設を作って仏陀を招いた。
現在イラーハーバードにあるアショーカ王の石柱は、本来はカウシャーンビーに立てられていたものと伝えられる。碑文にはコーサンビーの大官（マハーマートラ）にあてて、サンガを分裂させる者を罰するという内容が書かれている。
玄奘はカウシャーンビーで、ウダヤナ王が刻んだと伝えられる、栴檀の木を刻んで作った仏像を見ている。またゴーシラ（ゴーシタ）の家の跡があることも伝えている。